# Carina Rosenvinge Christiansen
Carina Rosenvinge Christiansen (født 17. marts 1991 i Aalborg) er en dansk bueskytte, der er medlem af Aalborg Bueskyttelaug.

## Karriere
Carina Rosenvinge Christiansen begyndte med bueskydning som 11-årig i 2002 og havde sin debut på seniorlandsholdet i 2009 som 18-årig. En lille måned senere deltog hun ved VM, hvor hun blev nr. 7, derefter er det blevet til en 9. plads ved EM i 2010, 18. plads ved World Cup 4 i 2009 og en 17. plads ved World Cup 4 i 2010. Hun blev udtaget til det danske hold ved OL i London 2012, hvor hun nåede ottendedelsfinalen i den individuelle konkurrence og kvartfinalen i holdkonkurrencen med Maja Jager og Louise Laursen.